# Krzysztof Malarecki
Krzysztof Bogusław Malarecki (ur. 10 sierpnia 1949 w Warszawie) – polski przedsiębiorca, właściciel przedsiębiorstwa działającego w branży nieruchomości Cristoff Painting and Decorating, z siedzibą w Kalifornii (USA), przedsiębiorstwa Pałac Chojnata Krzysztof Malarecki (zarządzającego Pałacem Chojnata w Woli Chojnata). W przeszłości działał w opozycji antykomunistycznej w czasach PRL, obecnie jest działaczem społecznym.

## Życiorys
W latach sześćdziesiątych rozpoczął studia socjologiczne na Uniwersytecie Warszawskim. W marcu 1968 został aresztowany i relegowany z uczelni w związku z udziałem w wiecu 8 marca 1968 organizowanym na Kampusie Centralnym Uniwersytetu. Zatrzymany za wyrwanie pałki agresywnemu milicjantowi, który wcześniej bił nią uczestników studenckiego wiecu. Został skazany na 6 miesięcy aresztu, czego konsekwencją było również relegowanie z uczelni, bez prawa podjęcia nauki na państwowych uczelniach. Studia ukończył na KUL-u, na kierunku psychologia kliniczna.
Był silnie związany z działalnością społeczną Katolickiego Uniwersytetu Lubelskiego. Był przewodniczącym Rady Uczelnianej Zrzeszenia Studentów Polskich oraz założycielem Klubu Studenckiego Kuluary oraz twórcą Festiwalu Kultury Kullages. Organizował dyskusje polityczne, m.in. z udziałem Tadeusza Mazowieckiego i innych działaczy opozycji antykomunistycznej. W latach 1974–1976 był zaangażowany w pracę na rzecz leczenia narkomanii i lekomani. Pracował wtedy w Ośrodku Leczenia Narkomanii w Garwolinie. W tym okresie współtworzył również Dzienny Ośrodek Leczenia Narkomanii przy ul. Borowej Góry, później przekształcony w MONAR. W 1980 pracował jako wolontariusz w Głoskowie i Garwolinie.
Studia podyplomowe kontynuował na uniwersytecie w Leuven w Belgii i we Wright Institute w Berkeley (USA), na kierunku metody leczenia narkomanii i psychofarmakologia. W związku z wprowadzeniem w Polsce stanu wojennego, został zmuszony do pozostania na dłużej w Stanach Zjednoczonych.

### Działalność gospodarcza
W latach osiemdziesiątych rozpoczął działalność gospodarczą w Stanach Zjednoczonych w branży nieruchomości, którą prowadzi do dziś. Pod koniec lat osiemdziesiątych nabył od gminy ruiny zabytkowego Pałacu Chojnata w Woli Chojnata. Po przejęciu nieruchomości przeprowadził rewitalizację obiektu, dostosowując go do prowadzenia działalności hotelowo-konferencyjnej. Od 2005 jest organizatorem wielu inicjatyw na rzecz integracji, rozwoju kultury oraz wspierania i promowania lokalnego biznesu.
Krzysztof Malarecki jest właścicielem firmy Cristoff Painting and Decorating, działającej w USA i zajmującej się renowacją budynków w stylu wiktoriańskim i edwardiańskim na terenie San Francisco oraz Bay Area.

### Działalność polityczna i społeczna
Krzysztof Malarecki jest pomysłodawcą i organizatorem Celebracji Prezydencji w Radzie Unii Europejskiej. Celebracje są jedynymi tego rodzaju wydarzeniami w Polsce.
Zorganizował kilkanaście konferencji i wydarzeń, m.in. Festiwal Jabłka, promujący jabłko jako polski produkt narodowy. Jest jednym z inicjatorów Ruchu Obywatelskiego na rzecz budowy międzynarodowego lotniska Babsk-Mszczonów, Festiwalu Nalewek. Działa na rzecz promocji produktów regionalnych, wytwarzanych na terenie województwa łódzkiego.
Kandydował bez powodzenia w wyborach do Parlamentu Europejskiego w 2014 z listy Platformy Obywatelskiej w okręgu łódzkim.

## Życie prywatne
Ma żonę (z wykształcenia architekt) oraz jedną córkę (z zawodu malarka, grafik komputerowy, designerka). Jest miłośnikiem podróży, w czasie których odwiedził wszystkie kontynenty, w tym największe wyspy na Pacyfiku, takie jak Nowa Zelandia, Wyspy Cooka, Moorea, Raiatea, Tahiti, Bora-Bora, Fidżi czy Wyspy Yasawa. Latem 1973 w ramach promesy dewizowej wybrał się z przyjacielem autostopem przez Bliski i Środkowy Wschód do Indii. Podróż trwała 9 miesięcy i została podsumowana cyklem audycji radiowych Jak zdarłem buty w drodze do Kalkuty.